# Schneewittchen muss sterben (Roman)
Schneewittchen muss sterben ist der 4. Band der Bodenstein-Kirchhoff-Reihe der deutschen Schriftstellerin Nele Neuhaus aus dem Jahr 2010. Der Kriminalroman spielt in der Taunusregion um Frankfurt.

## Handlung
Sulzbach im Taunus: An einem regnerischen Novemberabend wird eine Frau von einer Brücke auf die Straße gestoßen. Die Ermittlungen führen Pia Kirchhoff und Oliver von Bodenstein in die Vergangenheit: Vor vielen Jahren verschwanden in dem kleinen Taunusort Altenhain zwei Mädchen. Ein Indizienprozess brachte den mutmaßlichen Täter hinter Gitter. Nun ist er in seinen Heimatort zurückgekehrt. Als erneut ein Mädchen vermisst wird, beginnt im Dorf eine Hexenjagd…

## Figuren
- Oliver von Bodenstein – Kriminalhauptkommissar
- Pia Kirchhoff – Kriminaloberkommissarin
- Frank Behnke – Kriminalkommissar
- Andreas Hasse – Kriminalkommissar
- Kai Ostermann – Kriminalkommissar
- Kathrin Fachinger – Kollegin
- Dr. Nicola Engel – Kriminalrätin und Chefin des K11
- Dr. Henning Kirchhoff, stellv. Leiter der Frankfurter Rechtsmedizin und forensischer Anthropologe – Ex-Mann von Pia Kirchhoff
- Cosima von Bodenstein – Olivers Ehefrau
- Sophia von Bodenstein – Olivers Tochter
- Lorenz von Bodenstein – Olivers Sohn
- Rosalie von Bodenstein – Olivers Tochter
- Christoph Sander – Partner von Pia
- Tobias „Tobi“ Satorius – wegen 2-fachen Mordes verurteilt und gerade wieder freigelassen
- Hartmut Satorius – Tobias’ Vater
- Rita Cramer – Tobias’ Mutter
- Nathalie „Nadja“ – Jugendfreundin von Tobias
- Fritz Unger – Nadjas Vater
- Agnes Unger – Nadjas Mutter
- Amelie Fröhlich – 17-jährige Bedienung im Schwarzen Ross
- Arne Fröhlich – Vater von Amelie
- Barbara Fröhlich – Stiefmutter von Amelie
- Jenny und Andreas Jagelski – Besitzer des Schwarzen Ross
- Felix Pietsch – ehemals guter Freund von Tobias
- Andrea und Manfred Wagner – Eltern eines der Opfer
- Dr. Daniela Lauterbach – Ärztin mit Praxis in Königsstein
- Gregor Lauterbach – Ihr Ehemann und Kultusminister für Hessen
- Claudius Terlinden – Geschäftsmann und „König“ von Altenhain
- Christine Terlinden – seine Frau
- Lars Terlinden – sein Sohn
- Thies Terlinden – sein etwas sonderbarer Sohn[3]

## Rezensionen
„Ein temporeich erzählter und super spannender Krimi, in dem nichts ist, wie es scheint.“

## Verfilmungen
Die Verfilmung des Kriminalromans Schneewittchen muss sterben aus der Bodenstein-Kirchhoff-Reihe war der erste Fernsehfilm aus der Reihe Der Taunuskrimi. Die Erstausstrahlung war am 25. Februar 2013.
Das südkoreanische Produktionsstudio Hidden Sequence plant für 2021 eine Serienadaption des Romans.

## Textausgaben
Nele Neuhaus: Schneewittchen muss sterben (Ein Bodenstein-Kirchhoff-Krimi, Band 4). 544 Seiten. List. Berlin 2010. ISBN 978-3-548-60982-9.